# Ianthe Meersschaert
Ianthe Meersschaert is een Belgische voetbalspeelster. Ze speelt als keeper voor SV Zulte-Waregem in de Super League.

## Statistieken
| Seizoen | Club          | Land   | Competitie   | Wedstrijden | Doelpunten |
| ------- | ------------- | ------ | ------------ | ----------- | ---------- |
| 2012/13 | Zulte-Waregem | België | BEL          | 2           | 0          |
| 2020/21 | Zulte-Waregem | België | Super League | –           | –          |
| Totaal  | Totaal        | Totaal | Totaal       | –           | –          |

Laatste update: september 2020